# Kiuruvesi
Kiuruvesi es una ciudad y municipio de Finlandia ubicado en la región de Savonia del Norte.
En 2022, el municipio tenía una población de 7599 habitantes, de los que unos cuatro mil vivían en la propia ciudad.
Se ubica unos 100 km al noroeste de la capital regional Kuopio, a medio camino entre Iisalmi y Pyhäjärvi.

## Historia
El municipio fue un área rural dependiente de la parroquia de Iisalmi hasta 1862, cuando se estableció una parroquia en Kiuruvesi. El área fue declarada municipio separado en 1873. Kiuruvesi recibió el título de ciudad en 1993, época en la que el municipio llegó a tener más de diez mil habitantes.